# Zingel zingel
Zingel zingel is een straalvinnige vissensoort uit de familie van de echte baarzen (Percidae). De wetenschappelijke naam is gepubliceerd in 1766 door Linnaeus.